# P’w’eckek
A p'w'eckek (angolos írásmóddal egyes számban: P'w'eck, többes számban: P'w'ecks) a Csillagok háborúja elképzelt univerzumának egyik értelmes, hüllőszerű faja.

## Leírásuk
A p'w'eckek hüllőszerű értelmes lények, akik a Lwhekk nevű bolygóról származnak. Átlagmagasságuk 1,6 méter. Bőrszínük barna; egyesek szerint a barna színű, azaz a legalsóbb kasztbeli ssi-ruukok leszármazottai. A ssi-ruukok rabszolgaként bánnak e kisebb rokonaikkal. Megjelenésben igen hasonlítanak a gazdáikra; az eltérést a kisebb méret, a gyengébb intelligencia, a rövidebb farok és a könnyező szemek képezik. Habár a hüllőkhöz sorolják be őket, e nép egyedei melegvérűek. A lábaik izmosak és erősek; gyors szaladásra képesek. A kezeiken három-három fogókarom ül, amik visszahúzhatók. Az arcuk csőrszerű képződményben végződik. A szájukban éles fogak ülnek.
Anyanyelvük a ssi-ruuvi nyelv; a galaktikus közös nyelvet fizikai adottságuk miatt képtelenek megtanulni. Orrukban nyelvszerű, sötét színű, visszahúzható szagérzékelők vannak, amikkel megérzik a másik egyed stressz reakcióit.

## Történelmük
Ezt a fajt a ssi-ruukok már évezredek óta rabszolgaként tartják; őrként, űrhajók legénységeként vagy teherhordásra használják fel őket. Amikor betöltik a 15 évet, a gazdáik egy speciális technológiával kiszívták az életerejüket, és az így kinyert energiát felhasználják a droidjaik és egyéb gépezeteik működtetésére. A galaktikus polgárháború során a birodalom nagy részét elfoglalták. 4 ABY-ban a ssi-ruukok, a p'w'eck rabszolgáikkal együtt megtámadják a Bakura nevű bolygót. Igen ám, de az invázió nem volt a legsikeresebb, továbbá elkezdődött a vongok inváziója is. Ebben az időben a mutáns és hímnős ssi-ruuk, Keeramak lépett a trónra, aki egy csellel le akarta győzni a bakuraiakat, de a p'w'eck szabadságharcos, Lwothin lelőtte az óriás ssi-ruukot, és népét a bakuraiak oldalára állította; ennek következtében egyre több felszabadult p'w'eck telepszik le Bakurára.

## Megnevezett p'w'eck
- Lwothin – férfi; szabadságharcos

## Megjelenésük a könyvekben
A p'w'eckekről a „The Truce At Bakura” című regényben olvashatunk először. Azóta még két könyvben szerepel vagy meg van említve ez a nehéz sorsú faj.

## Fordítás
- Ez a szócikk részben vagy egészben a P'w'eck című Wookieepedia-szócikk fordítása. Az eredeti cikk szerkesztőit annak laptörténete sorolja fel.